# Hermann Loebl
Hermann Adolf baron Loebl (ur. 18 grudnia 1835 w Drohobyczu, zm. 11 marca 1907 we Lwowie) – polski polityk, namiestnik Moraw (1888-93), minister ds. Galicji (1897-98).

## Życiorys
Syn Antoniego, szefa policji w Drohobyczu i Marianny z domu Maxymowicz. Uczęszczał do gimnazjum w Samborze, po którym podjął studia prawnicze na Wydziale Prawa Uniwersytetu Lwowskiego. 
W 1857 rozpoczął pracę urzędniczą w namiestnictwie lwowskim. W 1871 mianowany starostą powiatu czortkowskiego. W 1873 mianowany radcą namiestnictwa i szefem biura prezydialnego we Lwowie, na którym pozostawał przez 10 lat. W 1883 otrzymał nominację na urząd wiceprezydenta namiestnictwa, pełniąc ten urząd do 1888. W latach 1888–1893 pełnił urząd namiestnika Moraw. Od 16 grudnia 1897 do 5 marca 1898 w powołany do rządu Paula Gautscha jako minister ds. Galicji. Ustąpił ze stanowiska wraz z całym rządem po paru miesiącach. Po dymisji zasiadał w Izbie Panów i Trybunale Państwa w Wiedniu. 
Otrzymał tytuł c. k. radcy dworu. Został wyniesiony do stanu szlacheckiego stopnia rycerskiego 7 czerwca 1887. W 1895 otrzymał tytuł barona (Freiherr).
Był żonaty z Fryderyką z domu Leśniewicz, córką Adolfa i Franciszki z domu Glanz, z którą miał pięciu synów, w tym Tadeusza oraz trzy córki (jedna z nich - Helena wyszła za mąż za starostę powiatu starosamborskiego Leona Ricciego).

## Odznaczenia
- Order Korony Żelaznej I klasy
- Kawaler Orderu Leopolda